# Los Navalucillos
Los Navalucillos és un municipi de la província de Toledo, a la comunitat autònoma de Castella la Manxa.

## Demografia
| 1996  | 1998  | 1999  | 2000  | 2001  | 2002  | 2003  | 2004  | 2005  | 2006  |
| ----- | ----- | ----- | ----- | ----- | ----- | ----- | ----- | ----- | ----- |
| 2.827 | 2.776 | 2.729 | 2.732 | 2.718 | 2.717 | 2.669 | 2.718 | 2.727 | 2.670 |

## Administración
| Període      | Nom de l'alcalde/-essa                                           | Partit polític | Data de possessió |
| ------------ | ---------------------------------------------------------------- | -------------- | ----------------- |
| 1979 - 1983  | Juan Ramos García                                                | UCD            | 19/04/1979        |
| 1983 - 1987  | Vicente López Moreno                                             | PSOE           | 28/05/1983        |
| 1987 - 1991  | Vicente López Moreno                                             | PSOE           | 30/06/1987        |
| 1991 - 1995  | Adolfo de Paz Gómez                                              | PP             | 15/06/1991        |
| 1995 - 1999  | Adolfo de Paz Gómez                                              | PP             | 17/06/1995        |
| 1999 - 2003  | Adolfo de Paz Gómez                                              | PP             | 03/07/1999        |
| 2003 - 2007  | Enrique Carmelo Molina Merchán (27-11-03) M. Soledad Ortiz Largo | PSOE PSOE      | 14/06/2003        |
| 2007 - 2011  | José Ángel Pérez Yepes                                           | PP             | 16/06/2007        |
| 2011 - 2015  | n/d                                                              | n/d            | 11/06/2011        |
| 2015 - 2019  | n/d                                                              | n/d            | 13/06/2015        |
| 2019 - 2023  | n/d                                                              | n/d            | 15/06/2019        |
| Des del 2023 | n/d                                                              | n/d            | 17/06/2023        |